# Univerzalizmus
Az univerzalizmus olyan filozófiai és teológiai felfogás, amely egyetemességet, valaminek az univerzális jellegét, voltát fejezi ki. 
Több vallásban az univerzalizmus azt a meggyőződést jelenti, hogy minden ember megmenthetővé válik, mindenki üdvözül.
Az univerzalizmus eszméje jelen van a kereszténységben, a judaizmusban, az iszlámban, a zoroasztrizmusban, a hinduizmusban és más vallásokban is.

## Kereszténység
Az a tan, hogy végül mindenki részesül az üdvösségben. Alapja az a meggyőződés, hogy a szeretet Istene nem róhat ki örökké tartó büntetést és az üdvösség nem teljes, ha bárki ki van rekesztve belőle. A keresztény univerzalisták azt tartják, hogy nem létezik örökké tartó pokol (bár úgy vélik, hogy létezik valamiféle átmeneti pokol), de Jézus nem tanította a véget nem érő kínt.
A Szentírás számos szövegére hivatkoznak, hogy azzal érveljenek, hogy az örök pokol nézetét sem a judaizmus, sem a korai kereszténység nem támogatta, sem bibliailag, sem történelmileg.
Az univerzalista írók alapján az univerzalizmus széles körben elterjedt nézet volt a korai kereszténység teológusai körében. Olyan fontos személyiségek voltak köztük, mint az alexandriai tudós, Órigenész, valamint Alexandriai Kelemen, a kiemelkedő teológus. Órigenész és Kelemen is belefoglalta tanításaiba a nem örökké tartó pokol létezését. Számukra a pokol „gyógyító hely”, egy olyan hely, ahová az ember azért került, hogy megtisztuljon a bűneitől, mielőtt belépne a mennybe. A 4. századi Ambrus szintén az univerzalisták közé tartozott.
Az újkori kereszténységben az univerzalizmus első vitathatatlan forrásai Angliában a 17. században, a kontinentális Európában és Amerikában a 18. században jelentek meg.
A 18. században önálló mozgalom jött létre (főleg Észak-Amerikában). 
Itt az első univerzalista templomot 1779-ben alapította John Murray  Gloucesterben (Massachusetts). Sok baptista lett univerzalista.
A univerzalizmusnak Hosea Ballou  (1771–1852) Értekezés a kiengesztelésről (A treatise on Atonement) című műve adott lendületet. A mozgalom 1961-ben egyesült az unitáriusokkal, létrehozva az Unitárius Univerzalista Szövetséget.

### Univerzalista teológia
Az univerzalista teológia a történelemre, a szentírásokra és Isten természetére vonatkozó feltételezésekre épül. David Bentley Hart teológus a That All Shall Be Saved (2019) (Mindenki meg lesz mentve) című könyve mindhárom területről tartalmaz érveket, de az Isten természetéből fakadó érvekre összpontosít.
Néhány bibliai vers, amelyeket keresztény univerzalisták is idéznek, a következők:
- Lukács 3:6: "És minden ember meglátja Isten üdvösségét."
- János 17:2: "Mivel hatalmat adtál neki minden test felett, hogy örök életet adjon mindenkinek, akit neki adtál."
- 1Korinthus 15:22: "Mert amint Ádámban mindenki meghal, úgy Krisztusban is mindenki életre kel."
- 2Péter 3:9: „Az Úr nem késlekedik ígéretének beteljesítésével, mint némelyek lassúságnak tartják, hanem türelmes veletek, nem akarja, hogy valaki elvesszen, hanem hogy mindenki megtérésre jusson.”
- 1Timóteus 2:3-6: "Ez jó, és tetszik a mi Megváltó Istenünknek, aki azt akarja, hogy minden ember üdvözüljön, és eljusson az igazság megismerésére. Mert egy az Isten, egy a közbenjáró Isten és emberek között, az ember Krisztus Jézus, aki váltságul adta magát minden emberért – a bizonyságtétel a maga idejében."
- 1János 2:2: "Ő engesztelő áldozat a mi bűneinkért, és nemcsak a mieinkért, hanem az egész világ bűneiért is."
- 1 Timótheus 4:10: "Mert ezért fáradozunk és küzdünk, mert az élő Istenben bízunk, aki minden embernek, különösen a hívőknek a Megváltója."
- Róma 5:18: "Amint tehát büntetés szállt minden emberre egynek a bűnbeesése miatt, úgy az életet adó megigazulásban is minden ember részesül egynek az igaz volta miatt."
- Róma 11:32: "Isten ugyanis mindenkit engedetlenségbe zárt, hogy mindenkin könyörüljön."

## Judaizmus
A judaizmusban az univerzalizmus az egész emberiség számára egyetlen vallást igaznak és egyetemesnek nyilvánító nézet. Ellentéte a partikularizmus. A zsidó vallás univerzalista abban a tekintetben, hogy elismeri Isten abszolút fensőbbségét, és vallja, hogy a Messiásnak köszönhető megváltás az egész emberiségre kiterjed. Abban a tekintetben viszont partikularista, hogy kitüntetett jelentőséget tulajdonít az önálló entitásnak tekintett zsidó nép fennmaradásának.
Az 1Mózes 9-ben azonban a szövetség fogalma Noéval és utódaival kapcsolatban jelenik meg. Ott a Tóra kijelenti, hogy Isten szövetséget kötött Noéval és leszármazottaival az özönvíz után, és a szivárványt jelölte ki ennek az örök szövetségnek a jeleként. Noé természetesen nem volt zsidó. Így a rabbik azt tanítják, hogy Isten egyetemes szövetséget kötött az egész emberiséggel Noé által, még mielőtt szövetséget kötött volna Izrael népével.
A judaizmus azt tanítja, hogy Isten úgy választotta ki a zsidó népet, hogy egyedülálló szövetséget kötött vele, hogy világosság legyen a nemzetek számára, és példát mutassanak a szövetségre. Ez a nézet nem zárja ki azt a hiedelmet, hogy Istennek más népekkel is van kapcsolata. A judaizmus inkább azt vallja, hogy Isten szövetséget kötött az egész emberiséggel és hogy a zsidók és a nem zsidók egyaránt kapcsolatban állnak Istennel.
A modern zsidók, mint például Emmanuel Lévinas, egy univerzalista gondolkodásmódot hirdetnek, amely partikuláris viselkedésen keresztül valósul meg.

## Iszlám
Az iszlám bizonyos mértékig elismeri az ábrahámi vallások érvényességét, a Korán a zsidókat, a keresztényeket és a " Sabi'unt " (mandeaiak) "a Könyv népeként" (ahl al-kitab) azonosítja. A későbbi iszlám teológusok ezt a meghatározást kiterjesztették a zoroasztriánusokra, majd a hindukra is, de a Korán kifejezetten csak a zsidókat, a keresztényeket azonosítja a könyv népeként.
Az iszlámon belül számos nézet létezik az univerzalizmussal kapcsolatban. A legelfogadottabb tanítások szerint a könyv minden népének van esélye a megváltásra
Valóban, a hívők, a zsidók, a keresztények és a szabiak – akik „igazán” hisznek Allahban és az utolsó napban, és jót cselekszik, az Urukkal elnyeri jutalmát. 
A szélsőségesebb tanítások azonban nem értenek az univerzalizmussal egyet. Például az egyik szúra kijelenti:
Ha a Szent Hónapok leteltek, öld meg a többistenhívőket, ˹akik megszegték "szerződéseiket".
Mindezen részek értelmezése vita tárgyát képezi az iszlám különböző irányzataiban. Attól függően, hogy milyen mértékben fogadják el bizonyos hagyományok elutasítását, a Korán értelmezése óriási mértékben változhat, az ahadith-t elutasító koránistáktól az ahl al-hadithig, akik a hagyományos gyűjtemények egészét nagy tiszteletben tartják.

## Buddhizmus
Az egyetemes üdvösség gondolata kulcsfontosságú a buddhizmus mahajána iskolájában. A mahájána buddhizmus közös vonása az az elképzelés, hogy minden élőlénynek Buddha természete van , és így minden lény törekedhet arra, hogy bodhiszattvává váljon, olyan lénnyé, aki a buddhaság felé vezető úton halad.

## Hinduizmus
David Frawley amerikai szerző alapján a hindu tanításokat a keresztény nyugaton becsmérelték, és gyakran figyelmen kívül hagyták a hinduizmus mélyebb filozófiáit, különösen egyetemes jellegét. A hinduizmus tanításai "univerzális jellegűek".
Egy jól ismert rigvédikus himnusz ezt mondja: "Az igazság egy, bár a bölcsek különbözőképpen ismerik." Hasonlóképpen, a Bhagavad Gītāban (4:11) Isten inkarnációként megnyilvánulva kijelenti: "Ahogy az emberek közelednek hozzám, úgy fogadom is őket. Minden út hozzám vezet."
A hindu vallásnak nincsenek teológiai nehézségei. A hinduizmus hangsúlyozza, hogy valójában mindenki ugyanazt az Istent imádja, akár tud róla, akár nem.

### Fordítás
- Ez a szócikk részben vagy egészben  az   Universalism című angol Wikipédia-szócikk fordításán alapul.  Az eredeti cikk szerkesztőit annak laptörténete sorolja fel. Ez a jelzés csupán a megfogalmazás eredetét és a szerzői jogokat jelzi, nem szolgál a cikkben szereplő információk forrásmegjelöléseként.
- Ez a szócikk részben vagy egészben  a(z)   Универсализм című orosz Wikipédia-szócikk fordításán alapul.  Az eredeti cikk szerkesztőit annak laptörténete sorolja fel. Ez a jelzés csupán a megfogalmazás eredetét és a szerzői jogokat jelzi, nem szolgál a cikkben szereplő információk forrásmegjelöléseként.